# Ermita de la Virgen de los Remedios (Sonseca)
La Ermita de la Virgen de los Remedios es una ermita ubicada en la localidad de Sonseca, en la provincia de Toledo, Castilla-La Mancha, España. Fue construida a mediados del siglo XVI sobre la antigua ermita de San Benito y restaurada en el siglo XVIII bajo la advocación de la Virgen de los Remedios. De estilo barroco con influencias renacentistas tardías, está levantada en sillarejo y ladrillo enfoscado y permanece en uso, albergando cada año la tradicional fiesta del 8 de septiembre.

## Historia
La primitiva capilla de Sonseca dedicada a San Benito ya existía en las afueras del pueblo antes de mitad del siglo XVI. En torno a 1560, el Concejo promovió la construcción de una nueva ermita sobre la de San Benito, usando mampostería enfoscada y aparejo toledano en el lienzo oriental.
A comienzos del siglo XVII, las limosnas testamentarias destinadas a la liberación de cautivos pasaron a manos de los frailes Trinitarios de Toledo, cuya advocación principal era la Virgen de los Remedios. En 1610 ya sabemos que la capilla empezó a conocerse bajo este nuevo patronazgo, y en 1637 la emergente cofradía instituyó estatutos formales con una procesión anual el 8 de septiembre.
La cofradía de la Virgen de los Remedios no solo promovió la devoción, sino que con su patrimonio financiaron obras en Sonseca. Gracias a las subastas del ofrecimiento anual se sufragó la construcción del camposanto en 1854 y, posteriormente, la captación de aguas en 1869 para mejorar el abastecimiento urbano.
En el XIX, la ermita experimentó varias reformas: en 1810 se instaló el primer retablo en el altar mayor; en 1847 se renovó el chapitel de pizarra y se añadió un púlpito; y en 1889 se completó la nave central. Además, la imagen de la Virgen fue trasladada a la parroquia en rogativas durante sequías y epidemias, recuperando el culto a su retorno.
Durante la Guerra Civil (1936–1939) la talla antigua de la Virgen fue destruida. Entre 1940 y 1941, el se creó una nueva imagen inspirada en fotografías y el retablo barroco dorado que aún preside el presbiterio.
A lo largo del siglo XX, la ermita, que en sus orígenes estaba a las afueras del pueblo, acabó quedando dentro por el crecimiento del casco urbano. Desde mediados de los años sesenta, la plaza que hay junto a ella se convirtió en un lugar clave para la vida social del pueblo, convirtiéndose en la principal. También se recuperaron los cultos religiosos y se han ido haciendo restauraciones cada cierto tiempo hasta hoy.

## Arquitectura
La ermita presenta una planta de nave única con cabecera de testero plano, característica de las construcciones religiosas castellanas del siglo XVI. Los muros se alzaron en mampostería enfoscada, salvo el lienzo oriental, donde se empleó aparejo toledano de sillares regulares. En varios puntos se añadieron contrafuertes para reforzar la estructura.
La cubierta es de madera, con armadura de par y nudillo apoyada en impostas. En el siglo XVIII se habilitó una linterna poligonal sobre el presbiterio, rematada por un chapitel de pizarra. Las ventanas, dispuestas en arco de medio punto, se cierran con rejas de hierro forjado de principios del siglo XIX. La portada principal, orientada al sur, conserva un arco de medio punto sin ornamentación adicional y pilastras de estilo tosco en los laterales.
En el interior destaca el retablo mayor de estilo barroco dorado que sustituyó al original destruido durante la Guerra Civil Española. Adosada al muro norte, se construyó en el siglo XIX una sacristía de planta rectangular y cubierta a dos aguas, ejecutada con los mismos materiales que el edificio principal. Sobre la cabecera se eleva una espadaña de un solo ojo, reformada en 1847 y rematada con un tejadillo de teja curva que protege la campana.
Las intervenciones de consolidación y restauración llevadas a cabo desde finales del siglo XX han respetado los materiales originales y las técnicas documentadas, preservando así la coherencia formal del conjunto.

## Fiesta
La fiesta se celebra cada 8 de septiembre en honor a la Virgen de los Remedios. Marca el día grande de las fiestas locales y reúne a vecinos y visitantes en una jornada repleta de actos tradicionales.
La jornada comienza al amanecer con el lanzamiento de cohetes y la tradicional «diana floreada», en la que la Banda de Música recorre las calles engalanadas con cintas y flores a partir de las 09:00. Este pasacalles anima el inicio de las festividades y despierta al pueblo con música y colorido.
Durante toda la jornada se colocan alrededor de la plaza atracciones, puestos; de comida y de venta de objetos.
Durante todo el día, el municipio se llena de ambiente festivo con la instalación de puestos de comida, atracciones para los más pequeños, casetas de venta y actividades complementarias que dinamizan las calles y plazas del entorno urbano.
Por la tarde, a las 18:00, se celebra en la ermita de la Virgen la Eucaristía con vísperas, que incluye la novena y el rezo comunitario. A las 20:00 el alcalde ofrece una charla inaugural y seguidamente, a las 21:30, tiene lugar el pregón de apertura de las Ferias y Fiestas, tras el cual se desarrollan en la Casa de Cultura conciertos, representaciones teatrales y rutas teatralizadas por el casco histórico.
La clausura se produce en la plaza con verbena popular, charangas y orquesta hasta altas horas de la noche, culminando con un espectáculo de fuegos artificiales que ilumina el cielo y pone fin a la celebración anual en honor a la Virgen de los Remedios.